# Bauer Jakab
Bauer Jakab (Szenic, 1852. szeptembere – Bécs, 1926.) főkántor, zeneszerző.
Reáliskolát, majd Pirkert és Vogl professzoroknál zenei tanulmányokat végzett. Nagy munkái közül a Sir-Hakovod a legnevezetesebb, amely keleti melódiák gyűjteménye. Szerkesztője volt az Oesterreichische Cantorenzeitung-nak. Több érmet és kitüntetést kapott. Átszervezte a bécsi török - zsidó hitközséget, amelynek később főkántora lett.